# 28 Hydrae
28 Hydrae är en misstänkt variabel (VAR:) i Vattenormens stjärnbild.
28 Hydrae har visuell magnitud +5,61 och varierar utan fastställd amplitud eller periodicitet. Den befinner sig på ett avstånd av ungefär 900 ljusår.